# Молодые и голодные
«Молоды́е и голо́дные» (англ. Young & Hungry) — американский комедийный телесериал канала Freeform. 24 октября 2016 года телесериал был продлён на пятый сезон. Премьера первой половины сезона состоялась 13 марта 2017 года, а выход второй половины запланирован на 20 июня 2018 года.

## Сюжет
Габи Даймонд ищет работу повара. Однажды она рискнула и пошла на собеседование к успешному бизнесмену, которое, несмотря на наличие именитого конкурента, прошло успешно. В компании Иоланды и Элиота, домохозяйки и помощника бизнесмена соответственно, она проводит веселые, а иногда и не очень, дни на работе.

## В ролях

### Основной состав
- Эмили Осмент — Габи Даймонд
- Джонатан Садовский — Джош Камински
- Эйми Карреро — София Родригес
- Ким Уитли — Иоланда
- Рекс Ли — Элиот Парк

### Второстепенный состав
- Мэллори Дженсен — Кэролайн Хантингтон
- Джесси Маккартни — Купер
- Эшли Тисдейл — Логан Роулингс
- Джессика Лаундес — Джуди Грин
- Мишель Мередит — Норин
- Вирджиния Уильямс — Беверли
- Саша Компере — Шерил
- Маэстро Харрелл — Дерек